# منتخب بلغاريا تحت 18 سنة لهوكي الجليد للرجال
منتخب بلغاريا تحت 18 سنة لهوكي الجليد للرجال هو المنتخب الذي يمثل بلغاريا في المنافسات الدولية لهوكي الجليد لفئة الذكور تحت 18 سنة. يشرف عليه الاتحاد البلغاري لهوكي الجليد، ويشارك في البطولات التي ينظمها الاتحاد الدولي لهوكي الجليد (IIHF).